# Ségny
Ségny település Franciaországban, Ain megyében. Lakosainak száma 2676 fő (2022. január 1.). Ségny Cessy, Chevry, Échenevex, Ornex, Prévessin-Moëns és Versonnex községekkel határos.

## Népesség
A település népessége az elmúlt években az alábbi módon változott:
| Lakosok száma | 449  | 1002 | 1211 | 1512 | 1873 | 1969 | 2062 | 2107 | 2145 | 2676 |
|               | 1968 | 1982 | 1990 | 2006 | 2013 | 2015 | 2017 | 2019 | 2020 | 2022 |